# Grenoble-Villard Hockey-club
Le GVHC abréviation de Grenoble-Villard Hockey-club, surnommé les Ours dauphinois, était un club de hockey formé conjointement par les clubs de Grenoble et de Villard-de-Lans durant les saisons 1967 et 1968.

## Histoire
Le 18 septembre 1966, en raison d'un manque de joueurs, les clubs de Grenoble et de Villard-de-Lans s'associent pour créer le Grenoble-Villard Hockey-club.
Chaque équipe conserve son propre comité de direction et ses équipes de hockey mineur.
Les matches internationaux se dérouleront à Grenoble le vendredi dans une patinoire qui peut accueillir près de trois mille spectateurs, les rencontres de championnat se joueront sur le Plateau de Villard-de-Lans.
Le président de ce nouveau G.V.H.C. se nomme Georges Ferrero.
Cette nouvelle équipe compte onze Grenoblois et treize Villardiens.
Gardiens : Jean-Claude Sozzi (Grenoble), Henri Peyronnard (Villard) et Jean Ritton (Villard).
Défenseurs : Jimmy Biguet (Grenoble), Marcel Perriard (Villard), Jean-Marie Galéra (Grenoble), Marcel Guadaloppa (Villard), Joël Gauvin (Grenoble), Christian Robin (Grenoble) et Michel Fournier.
Attaquants : Pete Laliberté (Grenoble), Burt Vuillermet (Villard), Gérard Aroles (Grenoble), Robert Bonnard (Villard), Roland Gaillard (Villard) le capitaine, Joël Surle (Grenoble), Roger Chataigner (Grenoble), Jean-Claude Eymard (Villard), Louis Smaniotto (Villard), Michel Latour (Grenoble), Pierre Holzer (Villard), Stéphane Dudas (Villard), Jean-Claude Laplassotte (Grenoble), Daniel Pesenti (Villard) et Daniel Germani (Villard).
Entraîneurs : Pete Laliberté et Burt Vuillermet (adjoint).
Le GVHC finit le championnat 1966-1967 à la deuxième place derrière l'éternel champion de France, Chamonix et juste devant l'A.C.B.B. grâce au goal-average direct. L'année suivante, l'association obtient le même résultat : 2e derrière Chamonix.
En 1968, le C.S. Villard-de-Lans repart de son côté, en mettant alors fin au Grenoble-Villard Hockey Club.
C'est également l'année des Jeux olympiques de Grenoble, qui provoque la multiplication des créations de patinoires et de clubs de hockey en France.

## Palmarès
- Championnat de France (Coupe Magnus) :
  - Vice-champion : 1967 et 1968

- Championnat de France Division 1 (1) :
  - Champion : 1968 (réserve).